# Noemi Cantele
Noemi Cantele (Varese, 17 de juliol de 1981) és una ciclista italiana, professional del 2002 al 2014. Ha guanyat una medalla de plata al Campionat del Món de contrarellotge i una de bronze al de ruta. També participat tres cops als Jocs Olímpics.

## Palmarès
- 2000
  - 1a al Tour de Berna
- 2002
  - Vencedora d'una etapa a l'Eko Tour Dookola Polski
  - Vencedora d'una etapa al Giro del Trentino
- 2005
  - 1a al Gran Premi de Plouay
  - Vencedora de 2 etapes a l'Albstadt-Frauen-Etappenrennen
- 2006
  - Vencedora d'una etapa a la Ruta de França
  - Vencedora d'una etapa al Trofeu d'Or
  - Vencedora de 2 etapes al Giro de Toscana-Memorial Michela Fanini
- 2007
  - 1a al Gran Premi de Plouay
  - 1a al Trofeu d'Or i vencedora d'una etapa
  - 1a al Giro de Toscana-Memorial Michela Fanini i vencedora de 2 etapes
  - 1a al Gran Premi de Brissago
- 2008
  - 1a al Gran Premi Santa Luce-Castellina Marittima
  - Vencedora d'una etapa a la Volta a Turíngia
- 2009
  -  Campiona d'Itàlia en contrarellotge
  - 1a a la Durango-Durango Emakumeen Saria
  - 1a al Gran Premi de Brissago
  - 1a a la Giornata Rosa di Nove
  - Vencedora d'una etapa al Giro d'Itàlia
- 2010
  - 1a a la Clàssica Ciutat de Pàdua
  - 1a a la Giornata Rosa di Nove
  - Vencedora d'una etapa al Giro de Toscana-Memorial Michela Fanini
- 2011
  -  Campiona d'Itàlia en ruta
  -  Campiona d'Itàlia en contrarellotge
- 2012
  - 1a al Gran Premi della Liberazione
  - 1a al Gran Premi El Salvador
  - Vencedora d'una etapa a la Volta a El Salvador
  - Vencedora d'una etapa al Giro del Trentino
- 2013
  - 1a a la Volta a El Salvador i vencedora de 2 etapes
  - 1a al Gran Premi d'Orient